# Ocnerioxa interrupta
Ocnerioxa interrupta är en tvåvingeart som beskrevs av Mario Bezzi 1924. Ocnerioxa interrupta ingår i släktet Ocnerioxa och familjen borrflugor. Inga underarter finns listade i Catalogue of Life.